# Lista över arbetslivsmuseer i Jönköpings län
Här följer en förteckning över arbetslivsmuseer i Jönköpings län.

## Jönköpings län
| Namn                                                    | Typ av museum | Kommun, ort            | Adress Koordinat                                                 | ID-nr | Bild                                                                                        |
| ------------------------------------------------------- | ------------- | ---------------------- | ---------------------------------------------------------------- | ----- | ------------------------------------------------------------------------------------------- |
| Vagnsmuseum                                             |               | Vaggeryd, Skillingaryd | Hembygdsparken 57.43052, 14.08387                                | 2047  | Ladda upp en bild av detta arbetslivsmuseum                                                 |
| Töllstorps industrimuseum                               |               | Gnosjö, Gnosjö         | Töllstorp 57.36355, 13.75727                                     | 2044  | Ladda upp en till bild av detta arbetslivsmuseum                                            |
| Törås industrimuseum                                    |               | Gislaved, Anderstorp   | Töråsvägen 57.26515, 13.63475                                    | 2045  | Ladda upp en bild av detta arbetslivsmuseum                                                 |
| Tändsticksmuseet                                        |               | Jönköping, Jönköping   | Tändsticksgränd 27 57.78465, 14.15962                            | 2043  | Se fler bilder av detta arbetslivsmuseum · Ladda upp en till bild av detta arbetslivsmuseum |
| Tranås vagnmuseum                                       |               | Tranås, Tranås         | Landågatan 58.02515, 14.95402                                    | 2040  | Ladda upp en till bild av detta arbetslivsmuseum                                            |
| Vetlanda skolmuseum                                     |               | Vetlanda, Vetlanda     | Forngården 57.43062, 15.08798                                    | 2049  | Ladda upp en bild av detta arbetslivsmuseum                                                 |
| Militärmuseum                                           |               | Vaggeryd, Skillingaryd | Artillerigatan 14 57.42682, 14.10247                             | 1990  | Ladda upp en till bild av detta arbetslivsmuseum                                            |
| Munksjö museum                                          |               | Jönköping, Jönköping   | Barnarpsgatan 57.77468, 14.15803                                 | 1994  | Ladda upp en till bild av detta arbetslivsmuseum                                            |
| Viktor Rydbergsmuseet                                   |               | Jönköping, Jönköping   | Västra Storgatan 39 57.78505, 14.1553                            | 2051  | Ladda upp en till bild av detta arbetslivsmuseum                                            |
| Åminne bruksmuseum                                      |               | Värnamo, Åminne        | Åminne, 7 km söder om Värnamo, mot Hånger. 57.12477, 14.01068    | 2056  | Se fler bilder av detta arbetslivsmuseum · Ladda upp en till bild av detta arbetslivsmuseum |
| Reftele Ölmestads museum                                |               | Gislaved, Reftele      | Ölmestadsvägen 28 57.172, 13.60067                               | 2059  | Ladda upp en till bild av detta arbetslivsmuseum                                            |
| Idelunds snickerifabrik                                 |               | Aneby, Aneby           | Lommaryd 57.88623, 14.76083                                      | 1960  | Se fler bilder av detta arbetslivsmuseum · Ladda upp en till bild av detta arbetslivsmuseum |
| Norrahammars industri- och bygdemuseum                  |               | Jönköping, Norrahammar | Hammarvägen 39 57.70202, 14.11742                                | 1961  | Ladda upp en till bild av detta arbetslivsmuseum                                            |
| Dock- och leksaksmuseum                                 |               | Nässjö, Bodafors       | Eksjövägen 36 57.50605, 14.71582                                 | 1766  | Ladda upp en bild av detta arbetslivsmuseum                                                 |
| Lehmanns Intarsiaverkstad i Bodafors                    |               | Nässjö, Bodafors       | Magasinsgatan 8 57.50693, 14.69345                               | 4880  | Ladda upp en bild av detta arbetslivsmuseum                                                 |
| Kvarnabergs hjulmakeri                                  |               | Vaggeryd, Vaggeryd     | Kvarnaberg 57.52823, 14.06962                                    | 1979  | Ladda upp en till bild av detta arbetslivsmuseum                                            |
| Komstad kvarn                                           |               | Sävsjö, Sävsjö         | Komstad 58.40363, 14.6118                                        | 1971  | Ladda upp en till bild av detta arbetslivsmuseum                                            |
| S/S Boxholm II                                          |               | Tranås, Tranås         | Tranås hamn 58.0414, 14.98895                                    | 2723  | Ladda upp en till bild av detta arbetslivsmuseum                                            |
| Ädelfors mineral- och gruvmuseum                        |               | Vetlanda, Ädelfors     | Guldvägen 33 57.41457, 15.32                                     | 1943  | Ladda upp en till bild av detta arbetslivsmuseum                                            |
| Gislaveds industrimuseum                                |               | Gislaved, Gislaved     | Danska vägen 13 57.2967, 13.54385                                | 1941  | Ladda upp en till bild av detta arbetslivsmuseum                                            |
| Hembygdsgården i Barkeryd med lantbruksmuseum           |               | Nässjö, Barkeryd       | Rådhusgatan 28 57.72638, 14.56598                                | 1946  | Ladda upp en bild av detta arbetslivsmuseum                                                 |
| Hylténs industrimuseum                                  |               | Gnosjö, Gnosjö         | Gåröström 2 57.34042, 13.73488                                   | 1959  | Ladda upp en till bild av detta arbetslivsmuseum                                            |
| Gåröströms industrimuseum                               |               | Gnosjö, Gnosjö         | Gåröström 4 57.34029, 13.73464                                   |       | Ladda upp en bild av detta arbetslivsmuseum                                                 |
| Husqvarna Museum                                        |               | Jönköping, Huskvarna   | Hakarpsvägen 1 57.78667, 14.28332                                | 1958  | Se fler bilder av detta arbetslivsmuseum · Ladda upp en till bild av detta arbetslivsmuseum |
| Nässjö kontorsmuseum                                    |               | Nässjö, Nässjö         | Anneforsvägen 1 57.65502, 14.69547                               | 4348  | Ladda upp en bild av detta arbetslivsmuseum                                                 |
| Björkenäs mopedmuseum                                   |               | Aneby, Björkenäs       | Väg 133, följ skyltar Vireda 12, kör 5 km 57.9669, 14.5908       | 4164  | Ladda upp en bild av detta arbetslivsmuseum                                                 |
| Bruksmuseet Ohs bruk                                    |               | Värnamo, Ohs bruk      | 57.19322, 14.33202                                               | 1920  | Ladda upp en till bild av detta arbetslivsmuseum                                            |
| Bruzaholms bruksmuseum                                  |               | Eksjö, Bruzaholm       | Eksjövägen 13 57.63975, 15.26612                                 | 1921  | Ladda upp en till bild av detta arbetslivsmuseum                                            |
| Ebbes kraftstation                                      |               | Jönköping, Huskvarna   | Ebbes 57.78503, 14.2925                                          | 1925  | Ladda upp en till bild av detta arbetslivsmuseum                                            |
| Ekenässjöns industrimuseum                              |               | Vetlanda, Ekenässjön   | Malma hembygdsgård, Smedjevägen 57.4957, 15.01672                | 1926  | Ladda upp en bild av detta arbetslivsmuseum                                                 |
| Emåns ekomuseum                                         |               | Nässjö, Bodafors       | Dammgatan 15 57.5069, 14.71768                                   | 1928  | Ladda upp en bild av detta arbetslivsmuseum                                                 |
| Radiomuseet                                             |               | Jönköping, Jönköping   | Tändsticksgränd 16 57.78452, 14.15937                            | 1929  | Ladda upp en till bild av detta arbetslivsmuseum                                            |
| Kulturarv Marieholm                                     |               | Gnosjö, Marieholm      | 57.38452, 13.8576                                                | 4081  | Ladda upp en till bild av detta arbetslivsmuseum                                            |
| Fornminnesgården                                        |               | Eksjö, Eksjö           | Arendt Byggmästares gata 22 57.6692, 14.96977                    | 1933  | Se fler bilder av detta arbetslivsmuseum · Ladda upp en till bild av detta arbetslivsmuseum |
| Eriksbergs museum i Tranås                              |               | Tranås, Tranås         | Storgatan 54 58.0386, 14.98013                                   | 1930  | Ladda upp en till bild av detta arbetslivsmuseum                                            |
| Gamla Bankgården                                        |               | Sävsjö, Vrigstad       | Vrigstad 57.35558, 14.47472                                      | 193   | Ladda upp en till bild av detta arbetslivsmuseum                                            |
| Gammelbyn Hultet                                        |               | Tranås, Tranås         | Hultet 58.11107, 14.99127                                        | 1938  | Ladda upp en bild av detta arbetslivsmuseum                                                 |
| Rasmus kvarn - Grenna Museum                            |               | Jönköping, Gränna      | Grenna Kulturgård, Brahegatan 38 57.99527, 14.43135              | 1909  | Ladda upp en till bild av detta arbetslivsmuseum                                            |
| Bredaryds hembygdsgård                                  |               | Värnamo, Bredaryd      | Ringvägen, Bredaryd 57.18202, 13.73698                           | 1918  | Ladda upp en till bild av detta arbetslivsmuseum                                            |
| Aschanska gården                                        |               | Eksjö, Eksjö           | Norra Storgatan 18 57.66762, 14.97067                            | 1911  | Se fler bilder av detta arbetslivsmuseum · Ladda upp en till bild av detta arbetslivsmuseum |
| Bodaskogs affärs- och postmuseum                        |               | Aneby, Eksjö           | Askeryd, Aneby 57.80273, 14.9855                                 | 1914  | Ladda upp en bild av detta arbetslivsmuseum                                                 |
| Brandstorps hembygdsförening                            |               | Habo, Brandstorp       | 58.10187, 14.18562                                               | 1917  | Ladda upp en bild av detta arbetslivsmuseum                                                 |
| Brandmuseum                                             |               | Sävsjö, Sävsjö         | Eksjöhovgård 57.39522, 14.68975                                  | 1916  | Ladda upp en till bild av detta arbetslivsmuseum                                            |
| Skärstads hembygdsmuseum                                |               | Jönköping, Huskvarna   | Kaxholmen, Vistakullevägen 57.85842, 14.30668                    | 2028  | Ladda upp en till bild av detta arbetslivsmuseum                                            |
| Smedbyn                                                 |               | Jönköping, Huskvarna   | Smedbygatan 4A 57.78552, 14.28327                                | 2029  | Ladda upp en till bild av detta arbetslivsmuseum                                            |
| Tranås pälsmuseum                                       |               | Tranås, Tranås         | Storgatan 54 58.03852, 14.98035                                  | 2742  | Ladda upp en till bild av detta arbetslivsmuseum                                            |
| Smålands bil-, musik- och leksaksmuseum                 |               | Värnamo, Rydaholm      | Hjortsjö norregård 56.97125, 14.3272                             | 2032  | Se fler bilder av detta arbetslivsmuseum · Ladda upp en till bild av detta arbetslivsmuseum |
| Tabergsgruvan                                           |               | Jönköping, Taberg      | Gruvgården, Ö Järnvägsgatan 57.67664, 14.08277                   | 2039  | Ladda upp en till bild av detta arbetslivsmuseum                                            |
| Jaktvårdsmuseum                                         |               | Eksjö, Eksjö           | Skedhults säteri 57.6453, 14.90082                               | 1964  | Ladda upp en bild av detta arbetslivsmuseum                                                 |
| Jära vattensåg                                          |               | Jönköping, Bottnaryd   | Västra Jära 57.74622, 13.9101                                    | 1966  | Ladda upp en bild av detta arbetslivsmuseum                                                 |
| Ingatorps sockens hembygdsförening                      |               | Eksjö, Ingatorp        | Dal 57.63945, 15.41398                                           | 1962  | Ladda upp en bild av detta arbetslivsmuseum                                                 |
| Sandsjö Hembygdsförening                                |               | Nässjö, Bodafors       | Snickaregatan 5 57.50525, 14.70103                               | 4452  | Ladda upp en bild av detta arbetslivsmuseum                                                 |
| Nässjö järnvägsmuseum                                   |               | Nässjö, Nässjö         | Brogatan 10 57.64987, 14.69638                                   | 2002  | Se fler bilder av detta arbetslivsmuseum · Ladda upp en till bild av detta arbetslivsmuseum |
| Ohs Bruks Järnväg                                       |               | Värnamo, Ohs bruk      | Ohs Bruk 57.19272, 14.33208                                      | 2003  | Se fler bilder av detta arbetslivsmuseum · Ladda upp en till bild av detta arbetslivsmuseum |
| Njudungs hembygdsmuseum                                 |               | Vetlanda, Vetlanda     | Forngården 57.43062, 15.08798                                    | 2000  | Ladda upp en bild av detta arbetslivsmuseum                                                 |
| Penselmuseet i Bankeryd                                 |               | Jönköping, Bankeryd    | Hembygdsgården, Björnebergsvägen 57.8506, 14.1129                | 2008  | Ladda upp en till bild av detta arbetslivsmuseum                                            |
| Röllekabodens vagnsmuseum                               |               | Vaggeryd, Vaggeryd     | Snuddebo 57.47962, 14.2011                                       | 2019  | Ladda upp en bild av detta arbetslivsmuseum                                                 |
| Ryfors bruk                                             |               | Mullsjö, Ryfors        | 57.90482, 13.82612                                               | 2017  | Ladda upp en bild av detta arbetslivsmuseum                                                 |
| Verner i Ryds lantbruksmuseum                           |               | Gislaved, Ryd          | 57.25237, 13.64178                                               | 2016  | Ladda upp en bild av detta arbetslivsmuseum                                                 |
| Forserums Bygde- och Industrimuseum                     |               | Nässjö, Forserum       | Forserums Hembygdspark 57.69941, 14.49148                        | 4472  | Ladda upp en till bild av detta arbetslivsmuseum                                            |
| Linders industrimuseum                                  |               | Gislaved, Anderstorp   | Ågatan, Mofors 57.28535, 13.63507                                | 1986  | Ladda upp en bild av detta arbetslivsmuseum                                                 |
| Levanders café & lanthandel                             |               | Vetlanda, Alseda       | Alseda, 12 km öster om Vetlanda, längs väg 47 57.41847, 15.25193 | 1985  | Ladda upp en bild av detta arbetslivsmuseum                                                 |
| Mariannelunds gjuteri och mekaniska verkstad - "Julles" |               | Eksjö, Mariannelund    | Vid Riksväg 33 57.61645, 15.5746                                 | 1988  | Se fler bilder av detta arbetslivsmuseum · Ladda upp en till bild av detta arbetslivsmuseum |
| Mela Kvarn                                              |               | Vetlanda, Vetlanda     | Melavägen, Bäckseda 57.40563, 15.087                             | 1989  | Ladda upp en till bild av detta arbetslivsmuseum                                            |
| Stora Segerstads veterantraktormuseum                   |               | Gislaved, Malmbäck     | Stora Segerstads naturbruksgymnasium 57.14488, 13.56008          | 4243  | Ladda upp en till bild av detta arbetslivsmuseum                                            |

## Tidigare arbetslivsmuseer i Jönköpings län
- Id-nr 1935, Föreningen Pinnstolens Industriutställning, Nässjö.
- Id-nr 2011, Psykiatrins arbetsplatsmuseum, Jönköping.